# サレルノ都市鉄道
サレルノ都市鉄道 (イタリア語: Servizio ferroviario metropolitano di Salerno) は、南部イタリアのサレルノにおける都市鉄道線である。

## 概要
サレルノ都市鉄道は南ティレニア鉄道に並行する新設されたサレルノ‐アレキ線を経由し、サレルノ市内を東西軸に結ぶ鉄道である。鉄道の延長は6キロで、駅数が6駅である。2013年11月4日に開業した。

## 運行形態
平日は往復29本がサレルノ‐アレキ線の全区間を走る。ただし、ラッシュアワーには電車がナポリ‐サレルノ線に乗り入れし、イルノ駅とフラッテ駅まで走ることがある。

## 駅一覧
| 停車駅     | 停車駅         | 駅間キロ | 営業キロ | 接続                                               |
| イタリア語 | カタカナ表記   | 駅間キロ | 営業キロ | 接続                                               |
| ---------- | -------------- | -------- | -------- | -------------------------------------------------- |
| Salerno    | サレルノ       | 0.0      | 0.0      | ナポリ‐サレルノ線 南ティレニア線 イルノ線 高速鉄道 |
| Torrione   | トッリョーネ   | 1.69     | 1.69     |                                                    |
| Pastena    | パーステナ     | 0.98     | 2.67     |                                                    |
| Mercatello | メルカテッロ   | 0.77     | 3.44     |                                                    |
| Arbostella | アルボステッラ | 1.15     | 4.59     |                                                    |
| Arechi     | アレキ         | 1.07     | 5.66     |                                                    |

## 将来計画
サレルノ都市鉄道は現在東側の終点駅になっているあるアレキ駅からサレルノ空港まで延伸され、新しい4駅（サレルノ工業地帯、スカヴァータ・カセ・ロッセ、ポンテカニャーノ中央とサレルノ空港）を新設する計画がある。さらに、もっと遠い将来の計画として、サレルノ空港以東へ、バッティパーリア市まで路線を延伸する案も出た。また、イルノ線を電化させ、サレルノ大学まで新しい２号線の建設も検討されている。

## 使用車両

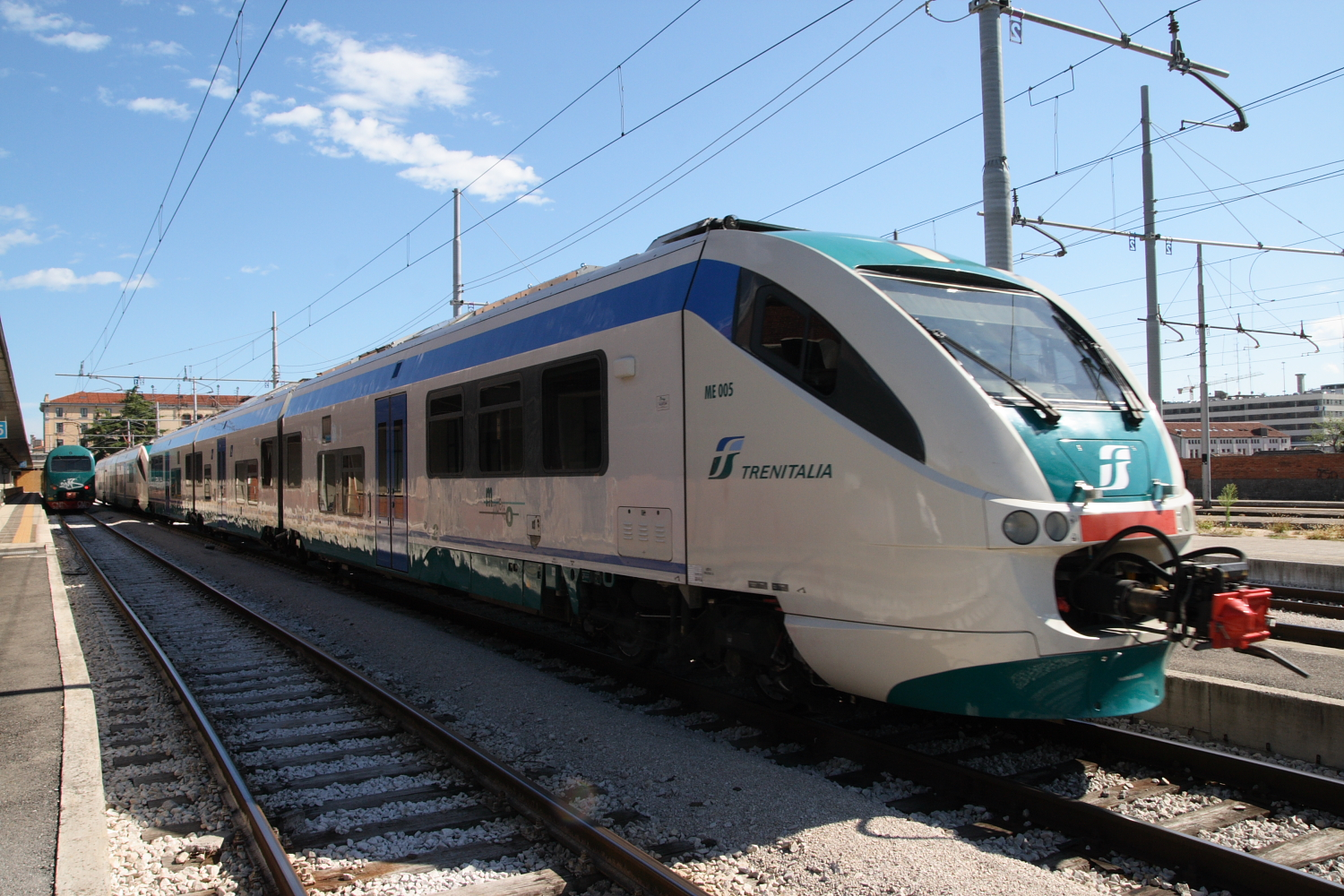
Ale501系電車。愛称は「Minuetto」である。

サレルノ都市鉄道ではすべて電車で運転されている。
- ミヌエット